# Vichy (Frans-Guyana)
Vichy is een gehucht in de gemeente Saint-Élie in Frans-Guyana, Frankrijk. Het ligt aan het pad van Bélizon, een weg die nooit was afgemaakt en in 1960 was verlaten. Het ligt bij de kreek met dezelfde naam.